# Halford Mackinder
Halford John Mackinder, född 15 februari 1861 i Gainsborough, Lincolnshire, död 6 mars 1947 i Bournemouth, Dorset, var en brittisk (engelsk) geograf och en av de viktigaste teoretikerna inom geopolitik och geostrategi. För eftervärlden är han mest känd för kärnlandsteorin, som i korthet går ut på att kontrollen över Eurasien är nyckeln till världsherravälde.